# 内部観測
内部観測 (英：internal measurement) とは、観測に関するとらえ方の一つで、（従来、観測について考察する時一般に暗黙裡に仮定されていた）外部からすべてを一瞬で見ることができるような観測者による観測ではなく、物質が相互作用を通して相手を検知する行為のこと。
代表的な研究者として松野孝一郎、郡司ペギオ幸夫、辻下徹がいる。

## 概説
以下、松野孝一朗（2000）による定義を紹介する。
また松野孝一郎は次のようにも説明した。
それに対して観測をしても相互作用が誤差の範囲内であるとする観測を「外部観測」と呼んでいる。分野によっては外部観察という。社会調査法では内部観測を内部関与という。

## 内部観測の例
ここでは、松野孝一朗（2000）より、内部観測の例として「説明」を紹介する。
説明の際には、「説明するための問題案件を抽出、特定、そして
それを説明する」必要がある。対話において、説明される相手は
非難、批判、条件付き同意、称賛、絶賛、またはそれらの混合したものになるが、
その際に、説明される相手も同様に、
「説明するための問題案件を抽出、特定、そしてそれを説明する」という説明の連鎖がある。
このとき、
内部観測の「他の個物を同定する観測」は「問題案件を与えること」に、
内部観測の「間断のない観測」は「説明」にそれぞれ対応する。
内部観測はものごとの説明原理ではなく、
説明されるべき案件を特定し、それを記述するための手段であることを付記しておく。

## 歴史
内部観測は松野孝一郎が発見し、郡司ペギオ幸夫が開拓した。その後、辻下徹により、内部観測についての数理が模索された。

## 内在物理学との関係
オットー・レスラーによる内在物理学は、内部観測と良く似た考え方であるが、内部観測は事前・事後の論理的非対称性を持つ点で異なる。

## 内部観測と数理
辻下徹(1998)によると、高次元圏論と呼ばれる圏論の一般化は、内部観測の不定性を考えるための隠喩となる数理を構築できる可能性を持つ。ただし、ここでの不定性とはランダムネスのことではなく、選択肢すら存在しないようなレベルのもののことである。
高次元圏論と内部観測に関するサーベイは辻下徹 (1999a)を参照のこと。